# فولتن ۵۷۸۵
سیارک ۵۷۸۵ (به انگلیسی: 5785 Fulton، نامگذاری:1991FU) پنج هزار و هفتصد و هشتاد و پنجمین سیارک کشف شده‌است که در ۱۷ مارس ۱۹۹۱ کشف شد.
قدر مطلق سیارک برابر ۱۱٫۸۰ است.